# Walter Döllinger
Walter Döllinger (* 8. Oktober 1949) ist ein deutscher politischer Beamter. Von 2008 bis 2010 war er Staatssekretär im Ministerium für Arbeit, Gesundheit und Soziales des Landes Nordrhein-Westfalen.

## Leben und Beruf
Nach dem Zivildienst absolvierte Walter Döllinger ein Studium der Betriebswirtschaftslehre an der Friedrich-Alexander-Universität Erlangen-Nürnberg und schloss 1976 als Diplom-Kaufmann ab. Anschließend war er ebenfalls in Erlangen-Nürnberg als wissenschaftlicher Assistent beschäftigt, 1980 wurde er zum Dr. rer. pol. promoviert.
Nach einem Traineeprogramm bei Bosch wurde Döllinger 1982 Mitarbeiter im Bundesministerium für Bildung und Forschung. Dort nahm er in den folgenden Jahren Positionen mit zunehmender Verantwortung wahr, wurde Referatsleiter und Unterabteilungsleiter. Von 2004 bis zu seiner Ernennung zum Staatssekretär war er Programmdirektor Raumfahrt beim Deutschen Zentrum für Luft- und Raumfahrt.
Döllinger ist katholischer Konfession und verheiratet.

## Politik
Vom 1. Oktober 2008 bis zur Ablösung der Regierung Rüttgers durch die Regierung Kraft I im Juli 2010 war er Staatssekretär im von Karl-Josef Laumann (CDU) geführten Ministerium für Arbeit, Gesundheit und Soziales des Landes Nordrhein-Westfalen. Er hatte 2008 die Nachfolge von Stefan F. Winter angetreten, der wegen Differenzen zum Nichtraucherschutz zurückgetreten war.